# Этан с Афона
«Э́тан с Афо́на» (англ. Ethan of Athos; также издавался под названиями «Этан с планеты Афон» и «Этан с планеты Эйтос») — фантастическое произведение известной американской писательницы Лоис Буджолд, написанное в 1986 году, книга из цикла «Сага о Форкосиганах».

## Сюжет
Главный герой — врач Этан Эркхарт, работающий в Репродуктивном Центре на планете, населенной одними мужчинами-женоненавистниками, отправляется на поиски биологического материала, необходимого в цикле человеческого воспроизводства. Причиной этого служит то, что материал, ранее доставленный почтой из Архипелага Джексона, оказывается испорченным. Он прибывает на транзитную космическую станию Клайн, где становится невольным участником шпионской игры, которую ведут спецслужбы Цетаганды и представительница разведки соединения Дендарийских наемников адмирала Нейсмита Элли Куинн.
Планета Афон заказала женские яйцеклетки у лабораторий Брамапутра с Архипелага Джексона, организации «серой» и недалекой от криминала (незаконное выращивание генно-модифицированных людей). Когда заказ прибыл, оказалось, что он испорчен, будучи, по всей видимости, подмененным по пути.
Этан прибывает на транзитную станцию Кляйн по заданию правительства Афона, чтобы отследить возможные подмены. Он немедленно попадает в центр спецслужбистской интриги, в которой участвует женщина-суперагент Элли Куинн, взявшая на себя опеку над Этаном, совсем не бойцом и человеком, далеким от реальной жизненной прозы (что усугубляется его «афонским» прошлым — он не умеет общаться с женщинами).
Куинн работает по заказу Архипелага Джексона, противостоя разведке Цетаганды, также имеющей свой интерес в этом деле.
Интерес Цетаганды к событиям огромен, их разведчики похищают Этана и пытают его, чтобы узнать, что на Афоне знают про данный заказ.
Далее выясняется, что по ходу генно-инженерных экспериментов аут-лордов и леди с Цетаганды было выведено два человека-телепата, мужчина и женщина, которые сбежали от цетагандийских спецслужб. Это вызвало вмешательство Цетаганды вплоть до уровня императрицы Райан Дегтияр, ввиду страха цетагандийцев перед возможным распространением телепатического генома и получения врагами Цетаганды большого количества телепатов.
Цетагандийцам удалось убить женщину, но её генетический брат и друг Терренс Си сохранил образцы её тканей и подмешал их в яйцеклетки, предназначенные для Афона. Цетагандийцы были настолько напуганы этим, что всерьез рассматривали полное уничтожение населения Афона в случае, если заказ таки дошел бы по назначению. Также цетагандийцы разбомбили лаборатории Брамапутры, с которым Терренс Си имел дело.
Защищаясь от агента Цетаганды, Куинн убивает его в присутствии Этана, после чего они предпринимают большие усилия, чтобы избавиться от трупа (в итоге его подсунули в мусорном контейнере в цех утилизации), а затем спрятать Этана под чужим именем от резидента Цетаганды на Афоне гем-полковника Миллисора.
Далее выясняется, что подмену афонского заказа совершила женщина-экотех, ненавидящая Афон из-за бегства туда своего сына. Миллисор и его люди, выследившие Куинн и Этана, гибнут в перестрелке, куда вмешались люди Брамапутры, мстящие за бомбежку.
Оригинальный афонский заказ был найден за бортом станции в открытом космосе, куда его выкинула женщина-экотех. Оказалось, что яйцеклетки ещё живы, и могут быть доставлены на Афон. С ними туда отправляется и Терренс Си.